# Congreso Internacional de Mujeres de La Haya

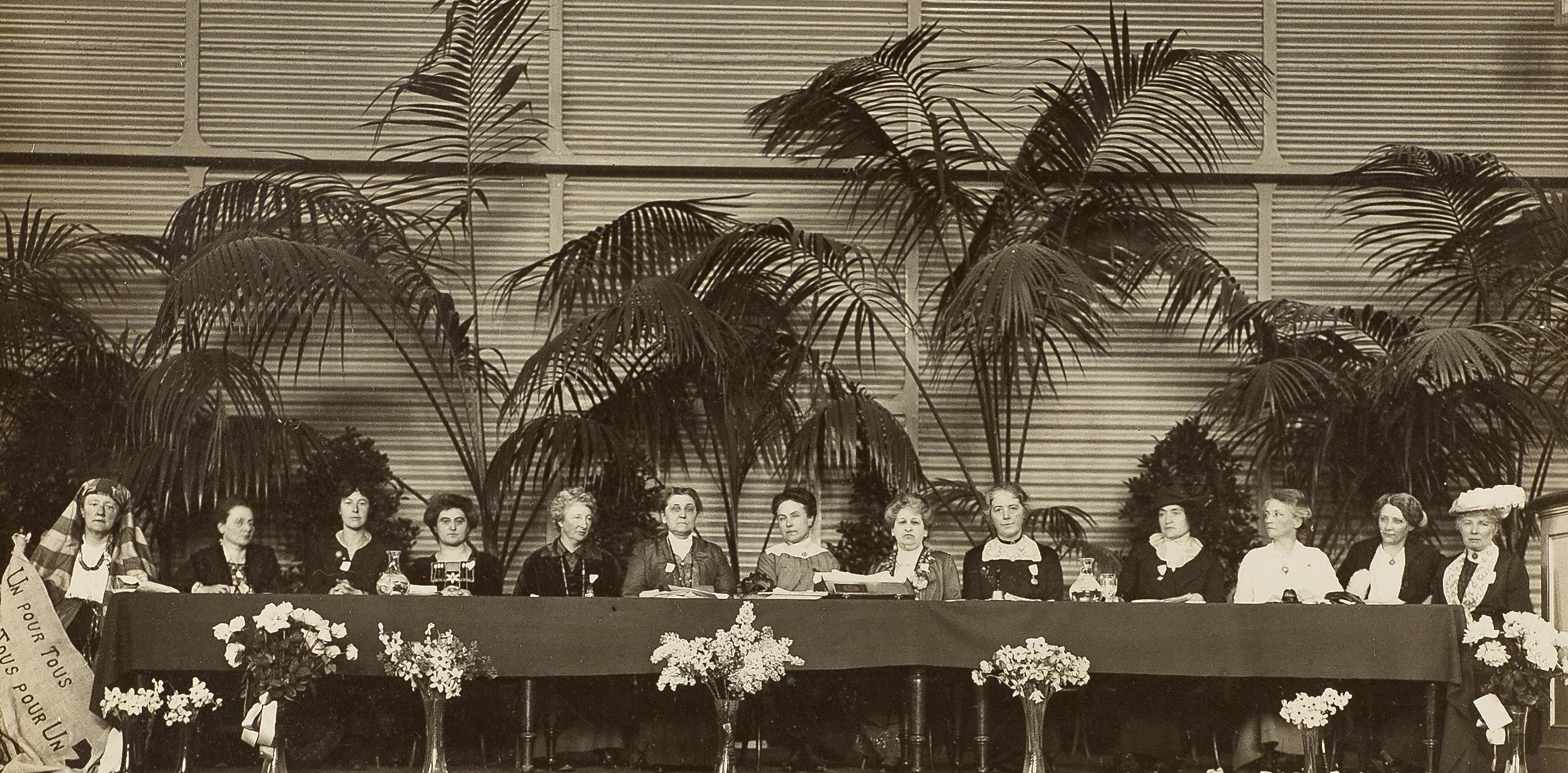
Congreso Internacional de Mujeres en 1915. De izquierda a derecha: 1. Lucy Thoumaian - Armenia, 2. Leopoldine Kulka, 3. Laura Hughes - Canadá, 4. Rosika Schwimmer - Hungría, 5. Anika Augspurg - Alemania, 6. Jane Addams - Estados Unidos, 7. Eugenia Hanner, 8. Aletta Jacobs - Holanda, 9. Chrystal Macmillan - Reino Unido, 10. Rosa Genoni - Italia, 11. Anna Kleman - Suecia, 12. Thora Daugaard - Dinamarca, 13. Louise Keilhau - Noruega

El Congreso Internacional de Mujeres de La Haya, es el Congreso Internacional de Mujeres que se celebró en abril de 1915 en La Haya (Países Bajos). Contó con más de 1.100 asistentes y estableció un Comité Internacional de Mujeres por la Paz Permanente (ICWPP, por sus siglas en inglés) con Jane Addams como presidenta. El encuentro dio lugar a la creación de la Liga Internacional de Mujeres por la Paz y la Libertad (WILPF, por sus siglas en inglés).

## Preparativos
El Congreso Internacional de Mujeres de 1915 fue organizado por la feminista alemana Anita Augspurg, la primera mujer jurista de Alemania, y Lida Gustava Heymann (1868-1943), por invitación de la pacifista, feminista y sufragista holandesa Aletta Jacobs para protestar por la Primera Guerra Mundial que entonces se estaba librando en Europa, y sugerir maneras de prevenir la guerra en el futuro. 
La hoja de ruta del Congreso Internacional de Mujeres se formuló en una pequeña conferencia de mujeres de países neutrales y beligerantes, celebrada en Ámsterdam a principios de febrero de 1915. En esta reunión se redactó un programa preliminar y se acordó solicitar a las mujeres holandesas que formaran un comité para hacerse cargo de todos los preparativos para el Congreso y enviar las invitaciones. Los gastos del Congreso fueron sufragados por mujeres británicas, holandesas y alemanas que acordaron recaudar un tercio de la suma requerida.
Se enviaron invitaciones para participar en el Congreso a organizaciones de mujeres y organizaciones mixtas, así como a mujeres individuales de todo el mundo. Se invitó a cada organización a nombrar dos delegados. Solo las mujeres podían ser miembros del Congreso y estaban obligadas a expresar su acuerdo general con las resoluciones sobre el programa preliminar. Este acuerdo general se interpretó en el sentido de que implicaba la convicción (a) de que las controversias internacionales debían resolverse por medios pacíficos; (b) Que el derecho al voto parlamentario debe extenderse a las mujeres.

## El Congreso
El Congreso se inauguró el 28 de abril y contó con la asistencia de 1136 participantes de naciones neutrales y beligerantes, adoptó gran parte de la plataforma de WPP y estableció un Comité Internacional de Mujeres por la Paz Permanente (ICWPP) con Jane Addams como presidenta. WPP pronto se convirtió en la sección estadounidense del Comité Internacional de Mujeres por la Paz Permanente.  
El Congreso se llevó a cabo bajo dos reglas importantes:
1. Nada sobre la responsabilidad nacional relativa o la conducción de la guerra actual
2. Las decisiones que traten sobre las reglas bajo las cuales se hará la guerra en el futuro, estarán fuera del ámbito del Congreso.[2]

## Delegaciones

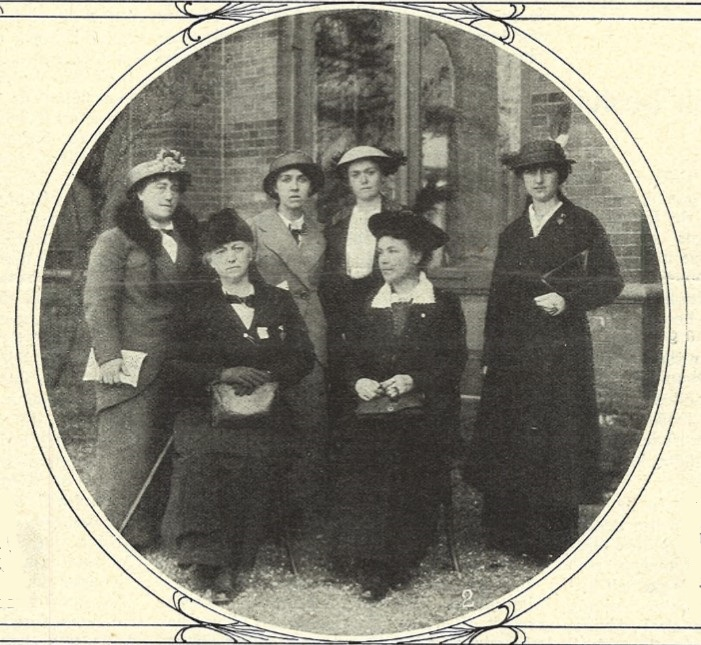
La delegación belga en elCongreso Internacional de Mujeres de La Haya

Hubo problemas para reunir a 1.200 mujeres durante la guerra. La delegación de Gran Bretaña fue recortada por el Foreign Office a 24 delegados y en realidad solo dos (o tres) llegaron a La Haya. Italia solo logró una delegada y no estaba interesada representar a su país. Otra mujer de Canadá fue para representar lo que en ese momento se llamaba "las colonias".
Los países representados incluyeron a Estados Unidos, que envió 47 miembros; Suecia, 12; Noruega, 12; Países Bajos, 1.000; Italia, 1; Hungría, 9; Alemania, 28; Dinamarca, 6; Canadá, 2; Bélgica, 5; Austria, 6, y Gran Bretaña, 3, aunque a otros 180 de allí se les impidió navegar debido al cierre del Mar del Norte por motivos militares. El Congreso, al que asistieron un gran número de visitantes así como de los miembros, fue un gran éxito. Los procedimientos se llevaron a cabo con la mejor voluntad en todo momento, y las resoluciones adjuntas se aprobaron en las comisiones.

## Miembros del comité
- Austria: Leopoldine Kulka, Olga Misar
- Armenia: Lucy Thoumaian
- Bélgica: Eugenie Hamer, Marguerite Sarten
- Dinamarca: Thora Daugaard, Clara Tybjerg
- Alemania: Anita Augspurg, Lida Gustava Heymann (Secretaria e Intérprete)
- Gran Bretaña e Irlanda: Chrystal Macmillan (Secretaria), Kathleen Courtney (Intérprete)
- Hungría: Vilma Glücklich, Rosika Schwimmer
- Italia: Rosa Genoni
- Países Bajos:  Aletta Jacobs, Hanna van Biema-Hymans (Secretaria), Mia Boissevain
- Noruega: Emily Arnesen, Louise Keilhau
- Suecia: Anna Kleman, Emma Hansson, Nina Benner-Anderson.
- Estados Unidos: Jane Addams (presidenta), Fannie Fern Andrews, Alice Hamilton[2]